# Peter André
Peter André (født Peter James Andrea 27. februar 1973 i London) er en engelsk-australsk-cypriotisk sanger, der er mest kendt for sit hit Mysterious Girl fra 1995.
André voksede op i Australien og har cypriotiske rødder. Han bor nu i Dormansland i Surrey, England.
Andrés først album Peter André udkom i 1993, men det var først i 1995, han fik sit gennembrud med singlen Mysterious Girl, hvilket betød stor succes for albummet Natural, der udkom i 1996
Han er også kendt for sit ægteskab med glamourmodellen Katie Price. De giftede sig den 10. september 2005, en separation blev offentlig gjort i maj 2009 og ægteskabet endte 8. september 2009. De har to børn sammen.

## Diskografi
- Peter Andre (1993)
- Natural (1996)
- The Long Road Back (2004)
- A Whole New World (with Katie Price) (2006)
- Revelation (2009)
- Unconditional: Love Songs (2010)
- Accelerate (2010)
- Angels & Demons (2012)
- Big Night (2014)
- Come Fly with Me (2015)
- White Christmas (2015)